# メイド・オヴ・ヘイト
メイド・オヴ・ヘイト (Made of Hate)は、ポーランド・ワルシャワ出身のメロディックデスメタルバンド。2001年にアーケオン (Archeon)の名前で結成。アーケオンでは、キーボードを導入したシンフォニックデスメタルスタイルだった。バンド改名後は、キーボード奏者が抜け、ギターをメインにしたメロディックデスメタルを演奏している。

## 略歴
2001年にポーランドの首都・ワルシャワでアーケオン (Archeon)として結成。当初、幾分メンバーの入れ替えがあったが、2002年頃までに安定したラインナップとなる。この頃のメンバーは、Michał "Mike" Kostrzynski (Lead G、Vo)、Radek Polrolniczak (Rhythm G)、Tomek Grochowski (Ds)、Grzegorz Jezierski (B)、Janek Lesniak (Key)の5名。同年にシングルCDの『Dead World』をリリース。それから3年後の2005年に、エンパイア・レコードから1stアルバム『End of the Weakness』をリリースしデビューする。同アルバムには、ヨハネス・ブラームス編曲の『ハンガリー舞曲第5番』のカヴァーが収録された。のちにメタル・マインド・プロダクションズから再発盤がリリースされた。アルバムリリース後、Grzegorz Jezierski、Janek Lesniakが脱退。Jarek Kajszczak (B)が加入するが、キーボーディストは加入しなかった。
2007年にバンド名をメイド・オヴ・ヘイト (Made of Hate)に変更。ドイツのAFMレコードから2ndアルバム『Bullet in Your Head』をリリース。リリース後、リズムギタリストのRadek Polrolniczakがボーカリストに転向。それまでボーカリストを務めていたMichał "Mike" Kostrzynskiがギター兼バッキング・ボーカルに転向する。2010年に3rdアルバム『Pathogen』をリリース。2013年にベーシストのJarek Kajszczakが脱退、女性ベーシストのMarlena Rutkowska (B)が加入した。2014年にポーランドのレーベル・フォノグラフィカと契約した。同年4月、4thアルバム『Out of Hate』をリリース。
その後Marlena Rutkowskaが脱退し、2015年2月、Maciek "Mateć" Krawczyk (B)が加入。しかし加入から僅か2ヶ月余りで、Maciek "Mateć" Krawczykは脱退する。脱退の原因は、健康上の問題によるもの。

## メンバー

### 現在のメンバー
- Michał "Mike" Kostrzynski - ギター、バッキング・ボーカル

2ndアルバム『Bullet in Your Head』までは、リードボーカルとリードギターを担当していた。
- Radek Polrolniczak - ボーカル

2ndアルバム『Bullet in Your Head』までは、リズムギター担当だったが、3rdアルバム『Pathogen』よりボーカルに転向した。
- Tomek Grochowski - ドラムス

### 旧メンバー
- Michał Tomaszewski - ギター

アーケオン時代のみの在籍。
- Andrzej Sadrukala - ベース

アーケオン時代のみの在籍。
- Grzegorz Jezierski - ベース

アーケオン時代のみの在籍。
- Jarek Kajszczak - ベース
- Marlena Rutkowska - ベース
- Maciek Krawczyk - ベース
- Janek Lesniak - キーボード

アーケオン時代のみの在籍。

## ディスコグラフィ
- Bullet in Your Head (2008)
- Pathogen (2010)
- Out of Hate (2014)

### アーケオン名義
- Dead World (Single) (2002)
- End of the Weakness (2005)